# Robert Baker
Robert Baker (15 ottobre 1979) è un attore statunitense Noto per i suoi ruoli nelle serie televisive Valentine e Grey's Anatomy e nei film Out of Time e Special.

## Biografia
Figlio del musicista Lee Baker, appartenente al gruppo Rock Mud Boy and the Neutrons.
Ha avuto un ruolo minore come festaiolo nel film del 1999 Angel on Abbey Street. Mentre frequentava la scuola di teatro presso la University of Southern California, ha ottenuto un ruolo nel film TV The Ruling Class, interpretando un atleta del liceo.
Nel 2018 ha un ruolo ricorrente nella serie Supergirl, nel ruolo di Otis Graves.
Nel 2024, interpreta Thomas Hose nel film televisivo The Girl Upstairs: The Tanya Kach Story ispirato all'opera "Ripped from the Headlines" basato sul rapimento di Tanya Nicole Kach.

## Filmografia

### Cinema
- Old School, regia di Todd Phillips (2003)
- Out of Time, regia di Carl Franklin (2003)
- Ladykillers, regia dei fratelli Coen (2004)
- Special, regia di Hal Haberman e Jeremy Passmore (2006)
- Caccia spietata (Seraphim Falls), regia di David Von Ancken (2006)
- Save Me - Salvami (Save Me), regia di Robert Cary (2007)
- Niente velo per Jasira (Towelhead-Nothing Is Private), regia di Alan Ball (2007)
- Indiana Jones e il regno del teschio di cristallo (Indiana Jones and the Kingdom of the Crystal Skull), regia di Steven Spielberg (2008)
- In amore niente regole (Leatherheads), regia di George Clooney (2008)
- G.I. Joe - La vendetta (G.I. Joe: Retaliation), regia di Jon Chu (2013) – voce
- The Lone Ranger, regia di Gore Verbinski (2013)
- Devil's Knot - Fino a prova contraria (Devil's Knot), regia di Atom Egoyan (2013)

### Televisione
- JAG - Avvocati in divisa (JAG) – serie TV, un episodio (2002)
- CSI - Scena del crimine (CSI: Crime Scene Investigation) – serie TV, un episodio (2003)
- NCIS - Unità anticrimine (NCIS) – serie TV, episodio 1x06 (2003)
- Las Vegas – serie TV, un episodio (2004)
- Six Feet Under – serie TV, 2 episodi (2004)
- Veronica Mars – serie TV, un episodio (2004)
- Cold Case - Delitti irrisolti (Cold Case) – serie TV, un episodio (2005)
- Valentine – serie TV, 8 episodi (2008-2009)
- Grey's Anatomy – serie TV, 13 episodi (2009-2016)
- Law & Order: LA – serie TV, un episodio (2010)
- CSI: NY – serie TV, un episodio (2013)
- Justified – serie TV, 3 episodi (2013)
- Agents of S.H.I.E.L.D. – serie TV, un episodio (2013)
- Mad Men – serie TV, un episodio (2014)
- True Blood – serie TV, 3 episodi (2014)
- Bones – serie TV, un episodio (2014)
- Grimm – serie TV, un episodio (2015)
- Scandal – serie TV, un episodio (2015)
- Texas Rising – serie TV, 5 episodi (2015)
- Rizzoli & Isles – serie TV, episodio 6x14 (2016)
- Grace and Frankie – serie TV, un episodio (2016)
- Kingdom – serie TV, un episodio (2016)
- Longmire – serie TV, 4 episodi (2016-2017)
- Riverdale – serie TV, 2 episodi (2017)
- Modern Family – serie TV, un episodio (2017)
- Santa Clarita Diet – serie TV, 2 episodi (2018)
- The Originals – serie TV, 3 episodi (2018)
- Wrecked – serie TV, 6 episodi (2018)
- Supergirl – serie TV, 12 episodi (2018-2021)
- Magnum P.I. – serie TV, un episodio (2021)

## Doppiatori italiani
Nelle versioni in italiano delle opere in cui ha recitato, Robert Baker è stato doppiato da:
- Francesco Bulckaen in Grey's Anatomy, Magnum P.I.
- Andrea Lavagnino in Devil's Knot - Fino a prova contraria, Justified
- Massimo De Ambrosis in Out of Time
- Alessandro Ballico in Ladykillers
- Alessandro Quarta in Cold Case - Delitti irrisolti
- Gabriele Martini in Caccia spietata
- Gianluca Solombrino in Indiana Jones e il regno del teschio di cristallo
- Riccardo Scarafoni in In amore niente regole
- Fabrizio Picconi in Ricomincio da zero
- Fabrizio Russotto in CSI: NY
- Stefano Alessandroni in Agents of S.H.I.E.L.D.
- Francesco Pezzulli in Mad Men
- Riccardo Lombardo in Scandal
- Fabrizio Dolce in Texas Rising
- Andrea Checchi in Supergirl

Da doppiatore è sostituito da:
- Adriano Giannini in G.I. Joe - La vendetta
- Maurizio Merluzzo in Call of Duty: Infinite Warfare